# Jelisaweta Grigorjewna Dementjewa
Jelisaweta Grigorjewna Dementjewa (russisch Елизавета Григорьевна Дементьева; * 5. März 1928 in Kostroma als Jelisaweta Grigorjewna Kislowa; † 27. Juli 2022 in Sankt Petersburg) war eine sowjetische Kanutin.

## Karriere
Jelisaweta Dementje gewann bei den Olympischen Sommerspielen 1956 in Melbourne Gold im Einer-Kajak über 500 m. Ein Jahr später folgte ihr erster Europameistertitel in der gleichen Klasse. Bei den Europameisterschaften 1959 konnte sie diesen verteidigen und gewann im K2 über 500 m einen weiteren. Darüber hinaus wurde sie im K1 1958 auch Weltmeisterin und gewann Silber im K2.